# Šahri Suhte
Šahri Suhte (perzijski: ‏شهر سوخته, što znači „Spaljeni grad‎”) je drevni grad Džiroftske kulture i arheološko nalazište u iranskoj pokrajini Sistan i Beludžistan, na jugoistoku Irana uz cestu 99, između Zabola i Zahedana. Kako predstavlja nastanak prvih složenih društava na istoku Irana, Spaljeni grad upisan je 2014. na UNESCO-ov popis mjesta svjetske baštine u Aziji 2014. godine.

## Povijest
Urbani kompleks Šahri Sohte, izgrađen od blatnih cigli, nastao je oko 3200. pr. Kr. (brončano doba) zahvaljujući strateškom geografskom položaju, tj. sjecištu trgovačkih putova kroz Iransku visoravan. Glavni dijelovi grada uključuju monumentalno, stambeno i industrijsko područje, te groblje. Razvijao se u četiri razdoblja do oko 1800. pr. Kr. kada je napušten zbog nagle promjene hidroloških uvjeta u sistanskom bazenu Hamun-e Helmanda.
Upravo zahvaljujući toj suhoj pustinjskoj klimi dobro su sačuvani ostali ostaci starog grada, grobni kompleksi i veliki broj artefakata. Zbog toga je ovaj arheološki lokalitet iznimno vrijedan izvor informacija o nastanku prvih složenih društava i kontaktima između njih u trećem mileniju prije Krista.
Drevni grad je otkrio mađarsko-britanski arheolog Aurel Stein očetkom 20. stoljeća, a početkom 1967. god. iskapao ga je Maurizio Tosi s Talijanskog insituta za Afriku i Orijent (Istituto italiano per l'Africa e l'Oriente, skr. IsIAO). Nakon 1978. god. iskapanja je preuzela ekipa s Iranske organizacije za baštinu i turizam koji je vodio SMS Sajjadi.

## Odlike
Šahri Suhte pokriva površinu od oko 151 hektara i jedan je od najvećih najstarijih gradova na svijetu, te neovisan o istovremenim prvim gradovima Mezopotamije. Na njegovom zapadnom dijelu iskopano je prostrano groblje površine od oko 25 ha, s oko 25 do 40 tisuća starih grobova.
Između ostalih nalaza, najzanimljiviji su najstarije umjetno oko pronađeno 2006. god., a staro iz oko 2900. do 2800. pr. Kr., te najstariji set za backgammon igru, lubanja s naznakama operacije mozga i zemljani pehar za čije crteže arheolozi vjeruju kako predstavljaju prvu animaciju ikada.

## Poveznice
- Bam
- Sarazm
- Ašur